# Marcellino Daiji Tani
Marcellino Daiji Tani (jap. マルセリーノ 谷 大二, Maruserīno Tani Daiji; * 13. Februar 1953 in Takarazuka, Präfektur Hyōgo, Japan) ist emeritierter Bischof von Saitama. 

## Leben
Marcellino Daiji Tani empfing am 21. März 1986 die Priesterweihe.
Papst Johannes Paul II. ernannte ihn am 10. Mai 2000 zum Bischof von Urawa. Die Bischofsweihe spendete ihm der Erzbischof von Tokio, Peter Takeo Okada, am 15. September desselben Jahres; Mitkonsekratoren waren Francis Keiichi Satō OFM, Bischof von Niigata, und Rafael Masahiro Umemura, Bischof von Yokohama.
Am 27. Juli 2013 nahm Papst Franziskus den krankheitsbedingten Rücktritt von Bischof Daiji Tani gemäß § 401.2 des Codex Iuris Canonici an. 